# Marvin Williams
Marvin Gaye Williams, Jr. (Bremerton, Washington, 19 de junio de 1986) es un exjugador de baloncesto estadounidense que disputó 15 temporadas en la NBA. Con 2,03 metros de altura, jugaba en la posición de alero.

## Carrera

### Universidad
Solo jugó un año en la NCAA, con los Tar Heels de la Universidad de North Carolina, pero en su única temporada consiguió hacerse con el título de campeón universitario. Jugando de sexto hombre, tenía una salida explosiva desde el banquillo, y promedió 11,3 puntos y 6,6 rebotes por encuentro. Al acabar la temporada, se declaró elegible para el Draft de la NBA.

#### Estadísticas
| Año     | Equipo         | PJ | PT | MPP  | %TC  | %3P  | %TL  | RPP | APP | ROB | TPP | PPP  |
| ------- | -------------- | -- | -- | ---- | ---- | ---- | ---- | --- | --- | --- | --- | ---- |
| 2004–05 | North Carolina | 36 | 0  | 22.2 | .506 | .432 | .847 | 6.6 | .7  | 1.1 | .5  | 11.3 |

### NBA

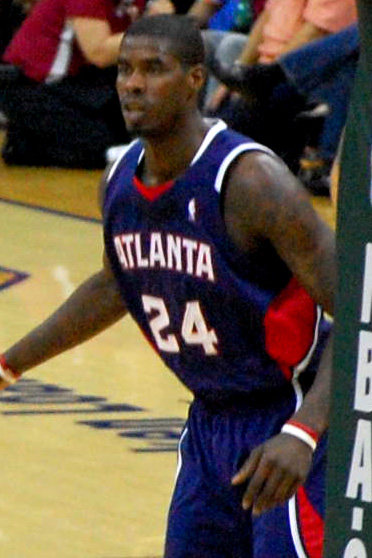
Williams en 2010.

Fue elegido en la segunda posición del Draft de la NBA de 2005 por los Atlanta Hawks. en su primera temporada, y promediando casi 25 minutos por encuentro, obtuvo unas estadísticas de 8,5 puntos y 4,8 rebotes por partido, lo que le permitió ser elegido en el segundo mejor quinteto de rookies del año.
El 11 de julio de 2012, fue traspasado a los Utah Jazz, a cambio de Devin Harris.
Tras dos temporada con los Jazz, en julio de 2014, Williams firmó un contrato de dos años y 14 millones de dólares con los Charlotte Hornets.
Tras cinco temporadas en Charlotte, fue cortado, y 10 de febrero de 2020 firmó contrato con Milwaukee Bucks.

### Retirada
El 8 de septiembre de 2020, tras la eliminación de los Bucks en los Playoffs, anunció su retirada del baloncesto profesional.

## Estadísticas de su carrera en la NBA

### Temporada regular
| Año     | Equipo    | PJ    | PT  | MPP  | %TC  | %3P  | %TL  | RPP | APP | ROB | TPP | PPP  |
| ------- | --------- | ----- | --- | ---- | ---- | ---- | ---- | --- | --- | --- | --- | ---- |
| 2005-06 | Atlanta   | 79    | 7   | 24.7 | .443 | .245 | .747 | 4.8 | .8  | .6  | .3  | 8.5  |
| 2006-07 | Atlanta   | 64    | 63  | 34.0 | .433 | .244 | .815 | 5.3 | 1.9 | .8  | .5  | 13.1 |
| 2007-08 | Atlanta   | 80    | 80  | 34.6 | .462 | .100 | .822 | 5.7 | 1.7 | 1.0 | .4  | 14.8 |
| 2008-09 | Atlanta   | 61    | 59  | 34.3 | .458 | .355 | .806 | 6.3 | 1.3 | .9  | .6  | 13.9 |
| 2009-10 | Atlanta   | 81    | 81  | 30.4 | .455 | .303 | .819 | 5.1 | 1.1 | .8  | .6  | 10.1 |
| 2010-11 | Atlanta   | 65    | 52  | 28.7 | .458 | .336 | .845 | 4.8 | 1.4 | .5  | .4  | 10.4 |
| 2011-12 | Atlanta   | 57    | 37  | 26.3 | .432 | .389 | .788 | 5.2 | 1.2 | .8  | .3  | 10.2 |
| 2012-13 | Utah      | 73    | 51  | 23.7 | .423 | .325 | .778 | 3.6 | 1.1 | .5  | .5  | 7.2  |
| 2013-14 | Utah      | 66    | 50  | 25.4 | .439 | .359 | .781 | 5.1 | 1.2 | .8  | .5  | 9.1  |
| 2014-15 | Charlotte | 78    | 37  | 26.1 | .424 | .358 | .713 | 4.9 | 1.3 | .9  | .5  | 7.4  |
| 2015-16 | Charlotte | 81    | 81  | 28.9 | .452 | .402 | .833 | 6.4 | 1.4 | .7  | 1.0 | 11.7 |
| 2016-17 | Charlotte | 76    | 76  | 30.2 | .422 | .350 | .873 | 6.6 | 1.4 | .8  | .7  | 11.2 |
| 2017-18 | Charlotte | 78    | 78  | 25.7 | .458 | .413 | .829 | 4.7 | 1.2 | .7  | .5  | 9.5  |
| 2018-19 | Charlotte | 75    | 75  | 28.4 | .422 | .366 | .767 | 5.4 | 1.2 | .9  | .8  | 10.1 |
| 2019-20 | Milwaukee | 17    | 0   | 18.9 | .439 | .308 | .857 | 4.4 | 1.1 | .6  | .5  | 4.0  |
| Total   | Total     | 1,072 | 828 | 28.2 | .443 | .362 | .808 | 5.2 | 1.3 | .8  | .5  | 10.2 |

### Playoffs
| Año   | Equipo    | PJ | PT | MPP  | %TC  | %3P  | %TL   | RPP | APP | ROB | TPP | PPP  |
| ----- | --------- | -- | -- | ---- | ---- | ---- | ----- | --- | --- | --- | --- | ---- |
| 2008  | Atlanta   | 7  | 7  | 28.4 | .414 | .000 | .889  | 4.0 | .7  | .3  | .4  | 11.4 |
| 2009  | Atlanta   | 6  | 3  | 16.2 | .345 | .167 | .692  | 1.5 | 1.0 | .8  | .3  | 5.0  |
| 2010  | Atlanta   | 11 | 11 | 31.4 | .392 | .500 | .906  | 5.7 | .7  | .6  | .5  | 8.4  |
| 2011  | Atlanta   | 12 | 3  | 18.0 | .393 | .273 | .769  | 2.3 | .5  | .8  | .6  | 4.8  |
| 2012  | Atlanta   | 6  | 3  | 24.2 | .356 | .500 | .778  | 5.5 | .8  | .5  | .3  | 7.8  |
| 2016  | Charlotte | 7  | 7  | 32.6 | .275 | .353 | .500  | 6.9 | .9  | .9  | .4  | 5.1  |
| 2020  | Milwaukee | 10 | 0  | 17.9 | .447 | .435 | 1.000 | 4.8 | .9  | .5  | .3  | 5.5  |
| Total | Total     | 59 | 34 | 23.9 | .378 | .387 | .836  | 4.3 | .8  | .6  | .4  | 6.7  |

## Vida personal
Es hijo de Andrea Gittens y Marvin Williams, Sr. y tiene dos hermanos, Demetrius y J’Tonn.
En 2005 apareció en la portada del videojuego College Hoops 2K6.